# Troll 2
Troll 2 är en amerikansk film från 1990, regisserad av Claudio Fragasso. Den anses av många vara en spektakulärt dålig film, och finns med på IMDB:s Bottom 100-lista. Den har på de senaste åren[när?] fått en stor skara fans över hela världen och har blivit lite av en kultfilm.

## Handling
Filmen handlar om familjen Waits som åker på semester till den lilla staden Nilbog totalt ovetande om att staden är kungadömet för små elaka trolliknande monster som i filmen benämns som "goblins". Filmens huvudkaraktär är den lille pojken Joshua som under filmens gång får råd och uppmaningar från sin döde morfar, vid namn Grandpa Seth, och tillsammans gör de allt för att familjen ska klara sig igenom vistelsen i Nilbog helskinnade utan att komma i kontakt med invånarnas grönfärgade mat som förvandlar personen som äter den till en sorts människoväxt. Denna människoväxt är alla goblins favoritmat, och samtidigt som Joshua och Grandpa Seth försöker undvika den illasinnade gästfriheten hos stadens invånare, försöker dessa i stället göra allt för att familjen Waits ska förvandlas till mumsiga människoväxter. I filmen upptäcker Joshua att stadens namn (Nilbog) är goblin baklänges.

## Roller
Skådespelare i filmen är bland annat Michael Stephenson, George Hardy, Margo Prey, Connie Young och Robert Ormsby.

## Om filmen
Troll 2 är endast till namnet en uppföljare till filmen Troll.

## Best Worst Movie
2009 släppte Michael Stephenson (som spelade Joshua i filmen som barn) Best Worst Movie, en dokumentär om skapandet av Troll 2 och om kulten som växt upp kring filmen. Där framträder skådespelarna från filmen som bland annat berättar att de försökte ändra den konstiga dialogen (som skrevs av två italienare vars engelskkunskaper inte var helt solida) men fick nej av regissören. Regissören Claudio Fragasso framträder också och han vidhåller att Troll 2 är en bra film trots dess negativa mottagande och status som kalkonfilm som är "så dålig att den blir bra".

## Fotnoter
1. ↑  Brandon Griggs (18 mars 2007). ”Troll 2: As camp as it gets” (på engelska). The Salt Lake Tribune. http://www.sltrib.com/arts/ci_5457861. Läst 15 september 2008.